# Maurice Prévost
Maurice Lucien Prévost (22. září 1887, Remeš – 27. listopadu 1952, Neuilly-sur-Seine) byl francouzský průkopník letectví. Byl prvním vítězem soutěže o Schneiderův pohár roku 1913 a ve stejném roce také vyhrál v rychlostních závodech letadel Poháru Gordona Bennetta.
Byl zkušebním pilotem u firmy Société de Production des Aéroplanes Deperdussin, na jehož strojích Deperdussin Monocoque vyhrál v obou zmíněných závodech.
Obdržel Řád čestné legie v hodnosti důstojníka.
Je pohřben na jižním hřbitově v Remeši.